# 奥卡拉 (佛罗里达州)
奥卡拉（英語：Ocala），是美国佛罗里达州馬里昂縣的縣城。建立于1869年。面积约为100.1平方公里（约合38.6平方英里）。根据2010年美国人口普查，该市有人口53,491人。论人口在本州排行第47。